# José Antônio Peruzzo
José Antônio Peruzzo (n. Cascavel, Paraná, Brasil, 19 de abril de 1960) es un arzobispo católico y biblista brasileño. Ordenado sacerdote en diciembre de 1985. 
En 2005 fue nombrado Obispo de Palmas-Francisco Beltrão y desde 2015 es el Arzobispo Metropolitano de Curitiba.

## Primeros años
Nacido en el municipio brasileño de Cascavel en el Estado de Paraná, el día 19 de abril de 1960.
Cuando era joven descubrió su vocación pastoral e ingresó en el seminario diocesano, siendo ordenado sacerdote el 22 de diciembre de 1985 en la Catedral de Nuestra Señora Aparecida.
Después de su ordenación viajó hacia Italia para obtener una Licenciatura y un Doctorado de Maestría en Estudios bíblicos por la Universidad Pontificia de Santo Tomás de Aquino de la ciudad de Roma.

## Carrera episcopal

### Obispo
Tras varios años ejerciendo su ministerio sacerdotal, el 24 de agosto de 2005 fue nombrado por Su Santidad el Papa Benedicto XVI como Obispo de la Diócesis de Palmas-Francisco Beltrão.
Al ascender a dicho rango, eligió su escudo y su lema: "Facite Discipulos, Docete" (en latín)- "Hacer Discípulos, Enseñar" (en castellano). Y recibió la consagración episcopal el 23 de noviembre, a manos del Arzobispo Emérito de Cascavel "monseñor" Armando Círio como consagrante principal y como co-consagrantes tuvo al también Emérito "monseñor" Lúcio Ignácio Baumgaertner y a su predecesor en este cargo "monseñor" Agostinho José Sartori.
Tomó posesión oficial en el mes de diciembre.

### Arzobispo
El 7 de enero de 2015, tras haber sido nombrado por el papa Francisco, es el nuevo Arzobispo Metropolitano de la Arquidiócesis de Curitiba, es sustitución de "monseñor" Moacyr José Vitti(†).
Tomó posesión oficial como arzobispo, durante una ceremonia celebrada el día 19 de marzo de ese año, en la Catedral Basílica Menor de Nuestra Señora de la Luz.
Al mismo tiempo, en la Conferencia Nacional de los Obispos del Brasil (CNBB) ejerce la función de obispo referencial de la pastoral para las personas mayores y de obispo de catequesis en la Región Sur de Brasil.
El lunes 21 de diciembre de 2015 fue condecorado con la Ordem Estadual do Pinheiro, que es el título más alto otorgado por el Gobierno del Estado de Paraná.